# Федерация футбола Лаоса
Федерация футбола Лаоса (лаос. ສະຫະພັນ ບານເຕະ ແຫ່ງຊາດ ລາວ) — организация, осуществляющая контроль и управление футболом в Лаосской Народно-Демократической Республике. Штаб-квартира находится в столице страны — Вьентьяне. Основана в 1951 году, принята в ФИФА 1952 году, в АФК в 1968 году, стала членом АСЕАН в 1996 году.

## Президенты
- Бонтием Писсамау (-2008)
- Phouvanh Vongsouthi (2008—2010)
- Випхет Сихачакр (2010—2015) — отстранен комитетом по этике ФИФА на 2 года по делу о взяточничестве.[1]